# Xevioso zuluana
Xevioso zuluana är en spindelart som först beskrevs av Lawrence 1939.  Xevioso zuluana ingår i släktet Xevioso och familjen Phyxelididae. Inga underarter finns listade i Catalogue of Life.